# Gasterosteiformes
Ordre
Les Gasterosteiformes (les Gastérostéiformes en français) sont un ordre de poissons à nageoires rayonnées incluant un nombre de types familiers, parmi lesquels les épinoches ou les pégases. 

## Caractéristiques
Chez les gastérostéiformes, le pelvis n’est jamais attaché au cleithra directement, et les os orbitosphénoide et basisphénoide du maxillaire inférieur sont absents. Le corps est souvent, en partie ou complètement, recouvert de plaques dermiques.
Les deux ordres proches des Gasterosteoidei et Syngnathoidei sont parfois considérés comme des sous-ordres de ce taxon.

## Liste des familles
Selon FishBase (17 avril 2016) et World Register of Marine Species (17 avril 2016) :
- famille Aulorhynchidae Gill, 1861 -- 1 genre
- famille Gasterosteidae Bonaparte, 1831 -- 5 genres
- famille Hypoptychidae Steindachner, 1880 -- 2 genres
- famille Indostomidae Prashad & Mukerji, 1929 -- 1 genre
- famille Pegasidae Bonaparte, 1831 -- 2 genres

FishBase place Aulostomidae, Centriscidae, Fistulariidae, Solenostomidae et Syngnathidae sous Syngnathiformes

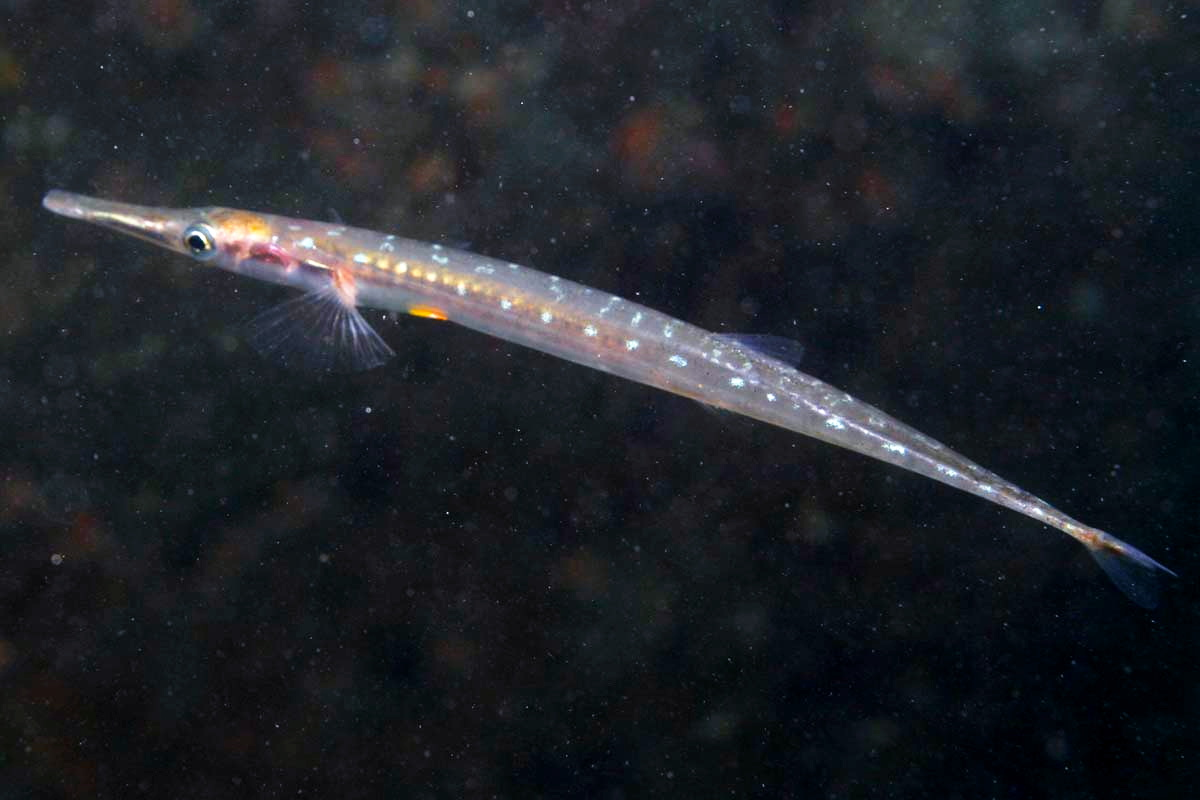
Aulorhynchus flavidus (Aulorhynchidae).
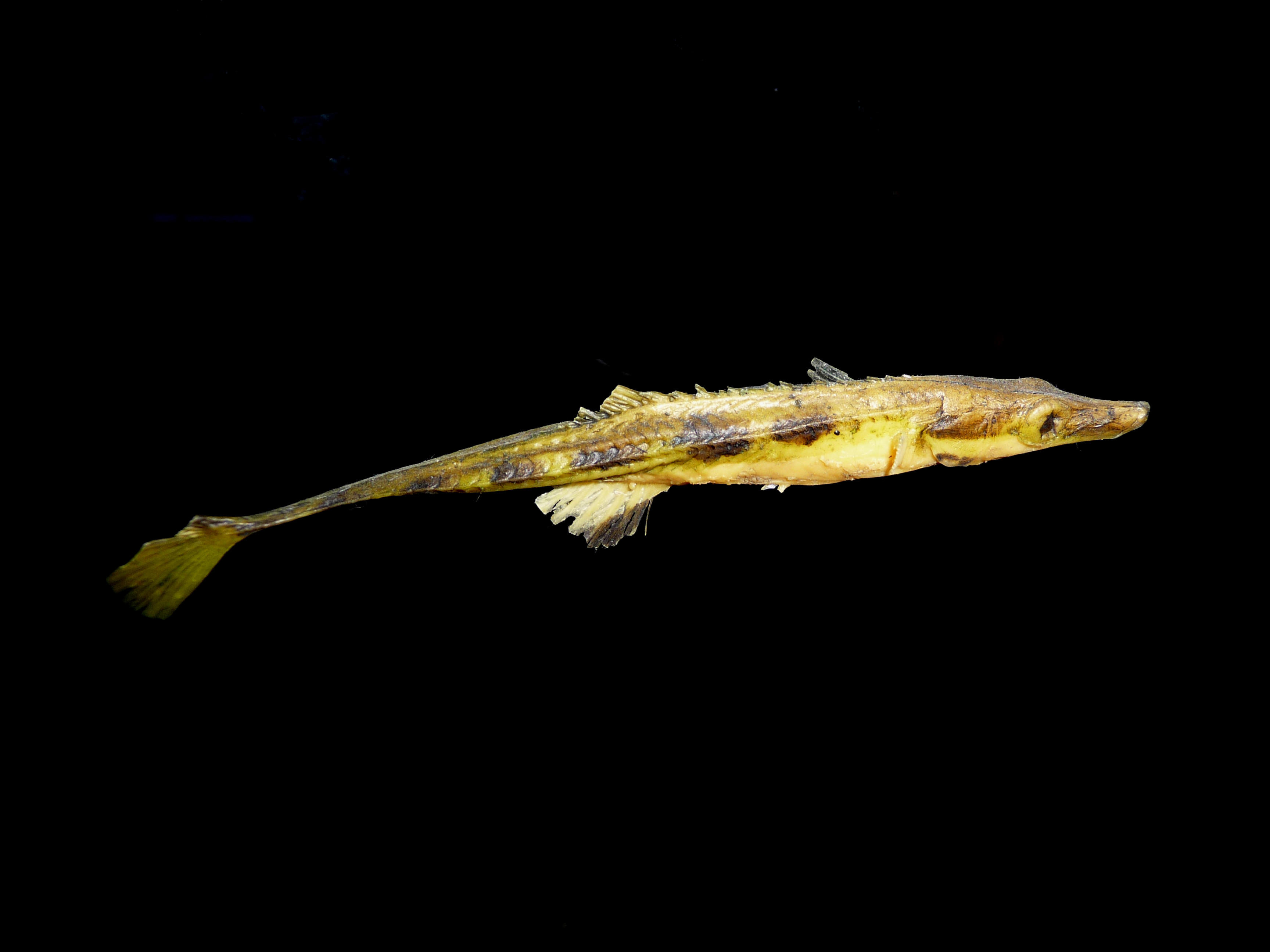
Spinachia spinachia (Gasterosteidae).
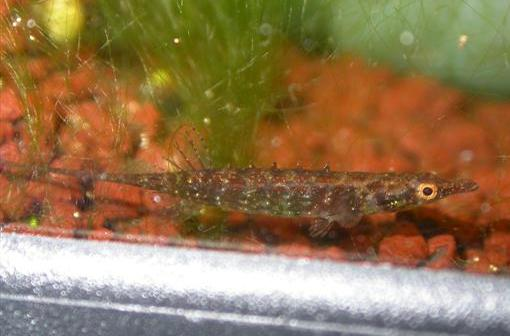
Indostomus paradoxus (Indostomidae).
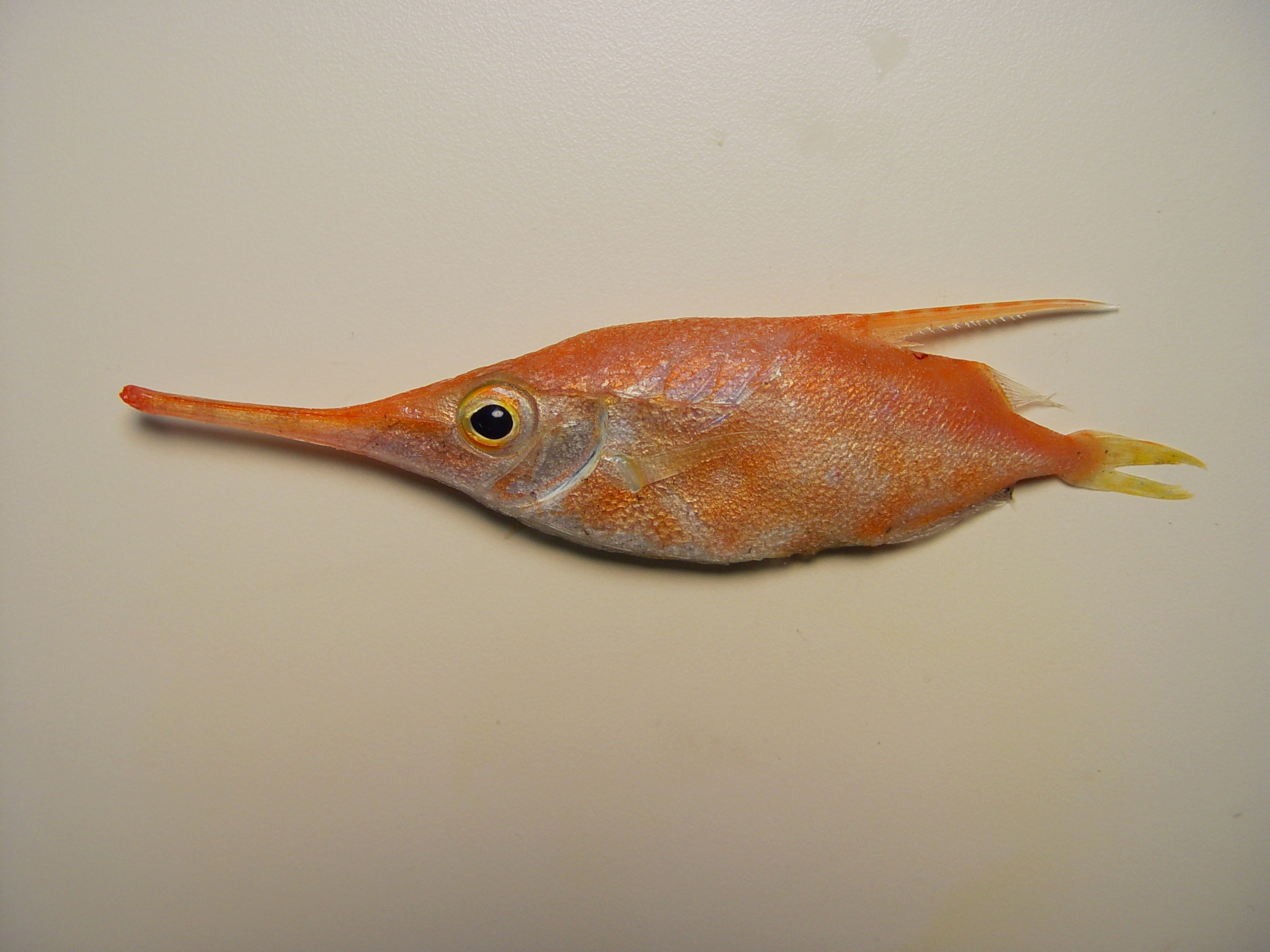
Macroramphosus gracilis (Macroramphosidae).
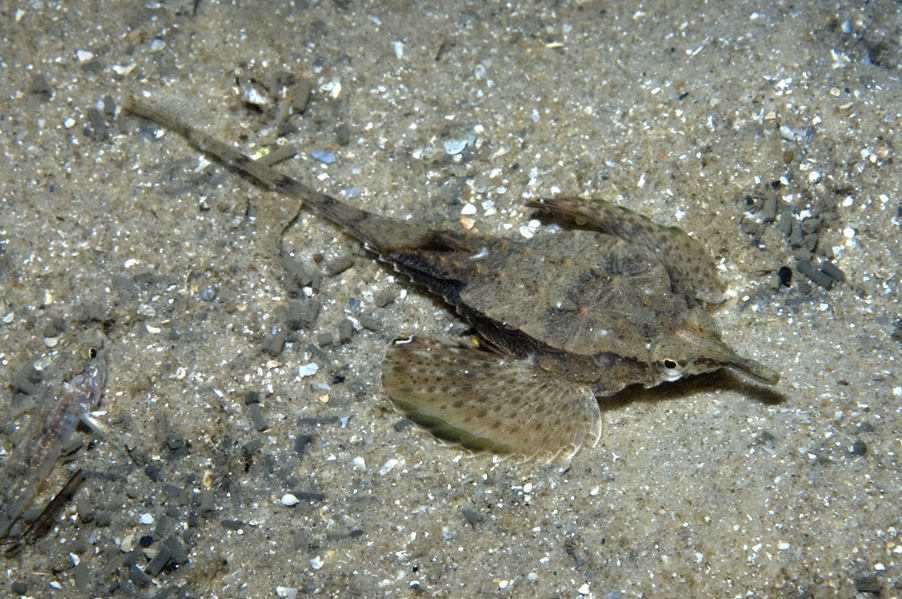
Pegasus lancifer (Pegasidae).
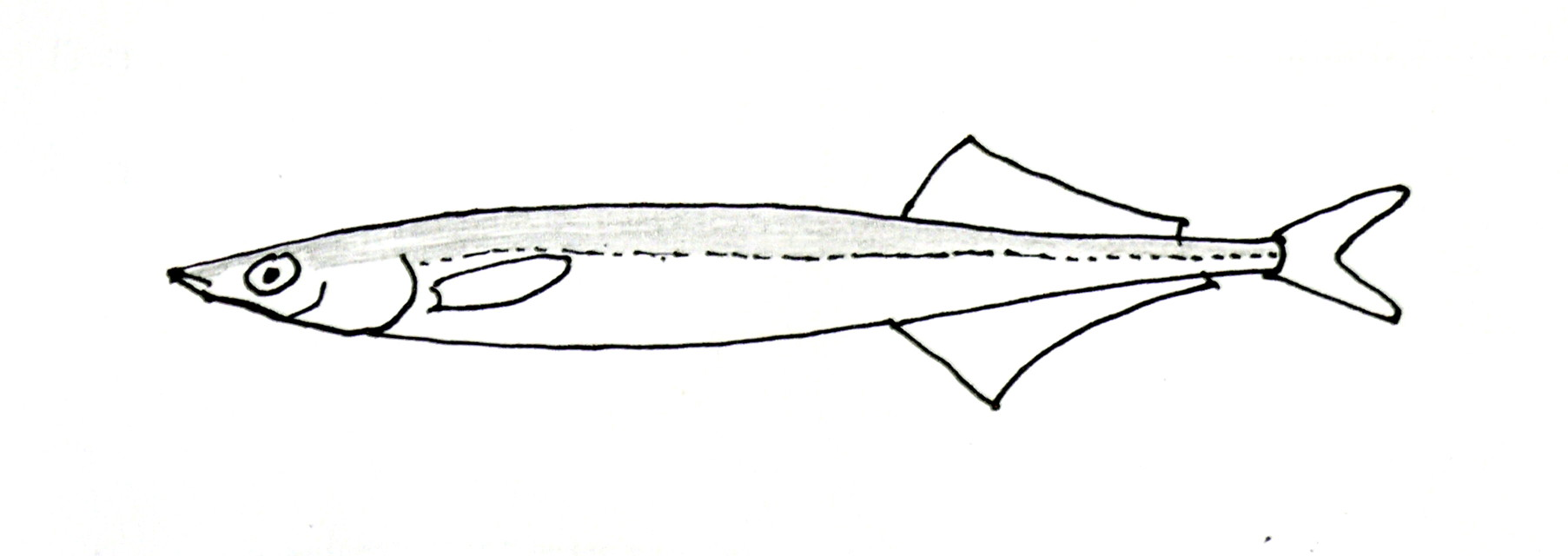
Hypoptychus dybowskii (Hypoptychidae).